# Паризька школа

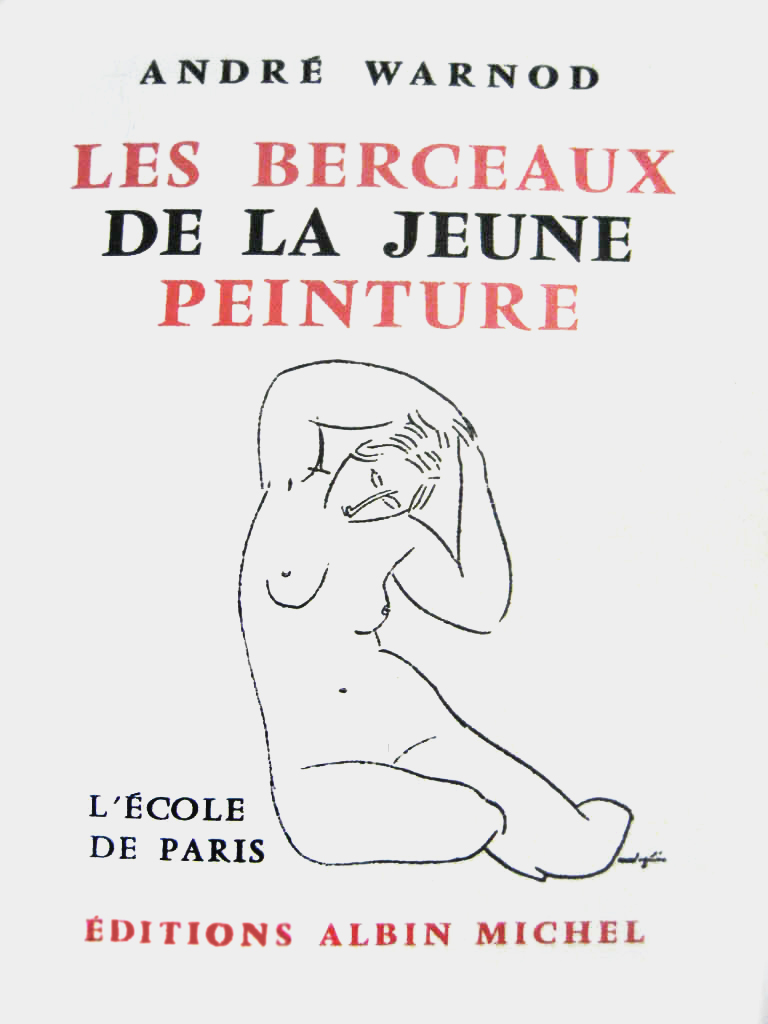
Андре Варно. Паризька школа, 1925 рік

Паризька школа (фр. École de Paris) — умовна назва художників і скульпторів головно єврейського походження, що працювали в Парижі у 1900—1960-х роках і ніколи не були єдиним угрупованням з єдиною ідейною художньою патформою.

## Термін і класифікація
Це штучне об'єднання, яке використовують мистецтвознавці для означення різних за національним походженням і художніми напрямками майстрів, що працювали в Парижі в означену добу. Науковий термін «Паризька школа» у 1925 році запропонував художній критик Андре Варно(André Warnod).
Умовно покоління представників Паризької школи поділяють на три періоди:
- 1900 — 1920 роки
- 1921 — 1940 роки
- 1941 — 1960-ті роки

## Перелік майстрів Паризької школи (неповний)
- Альфред Абердам
- Ганс Арп
- Жан-Мішель Атлан
- Архипенко Олександр Порфирович
- Грищенко Олексій Васильович
- Вакер Микола
- Кес ван Донген
- Джорджо де Кіріко
- Жан Карзу
- Бернар Бюффе
- Моріс де Вламінк
- Соня Делоне
- Рауль Дюфі
- Анрі Матісс
- Амедео Модільяні
- Нюренберг Амшей Маркович
- Жюль Паскін
- Хайм Сутін
- Моріс Утрілло
- Марк Шагал
- Цугухару Фуджита
- Серж Поляков
- Пабло Пікассо
- Марі Лорансен
- Мойсей Кіслінг
- П'єр Боннар
- Леопольд Сюрваж
- Чжао Уцзи
- Жуль Паскін
- Тадеуш Маковскі

## Галерея представників паризької школи

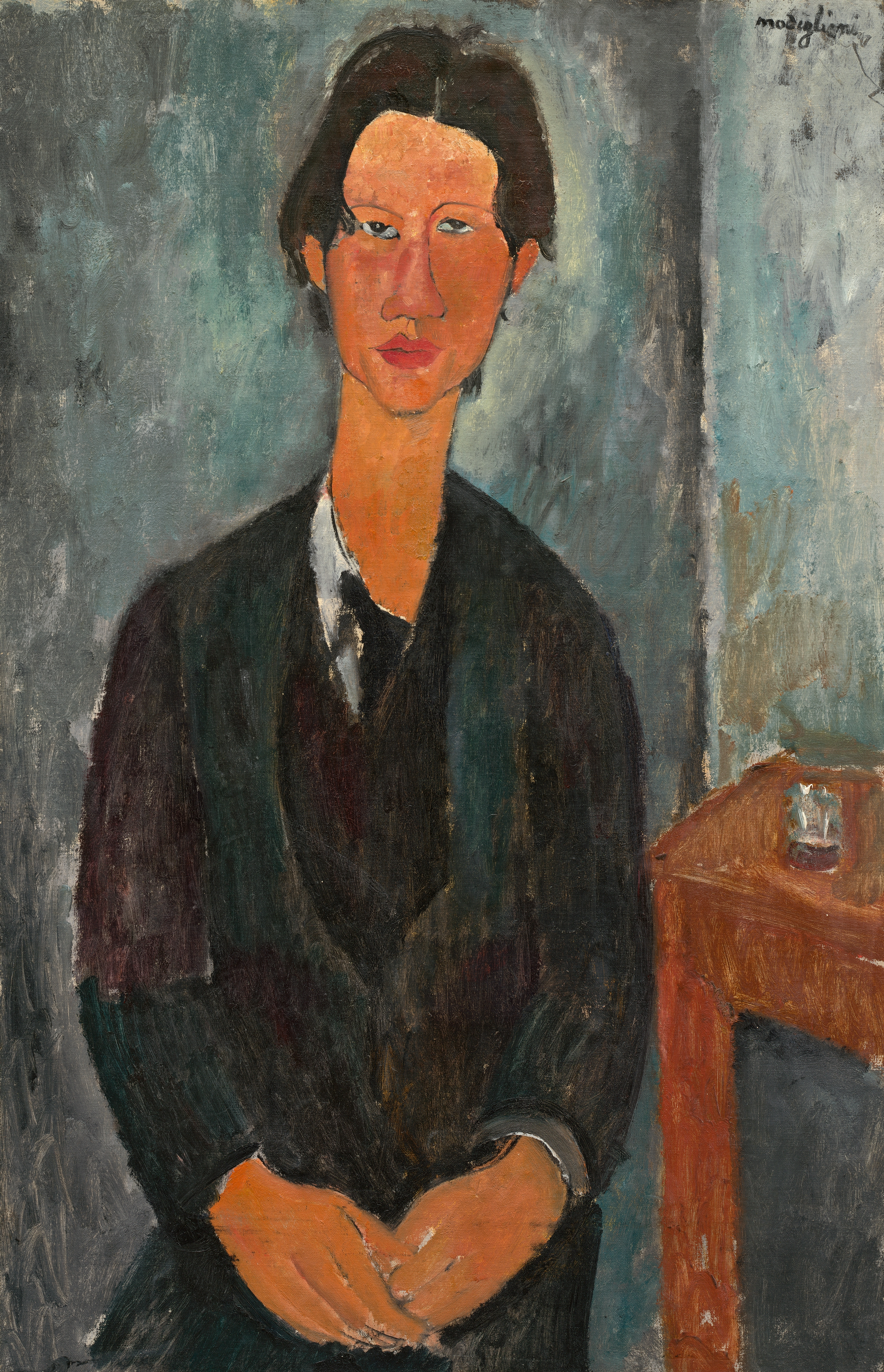
Модільяні, «Портрет Хайма Сутіна», 1916, Вашингтон
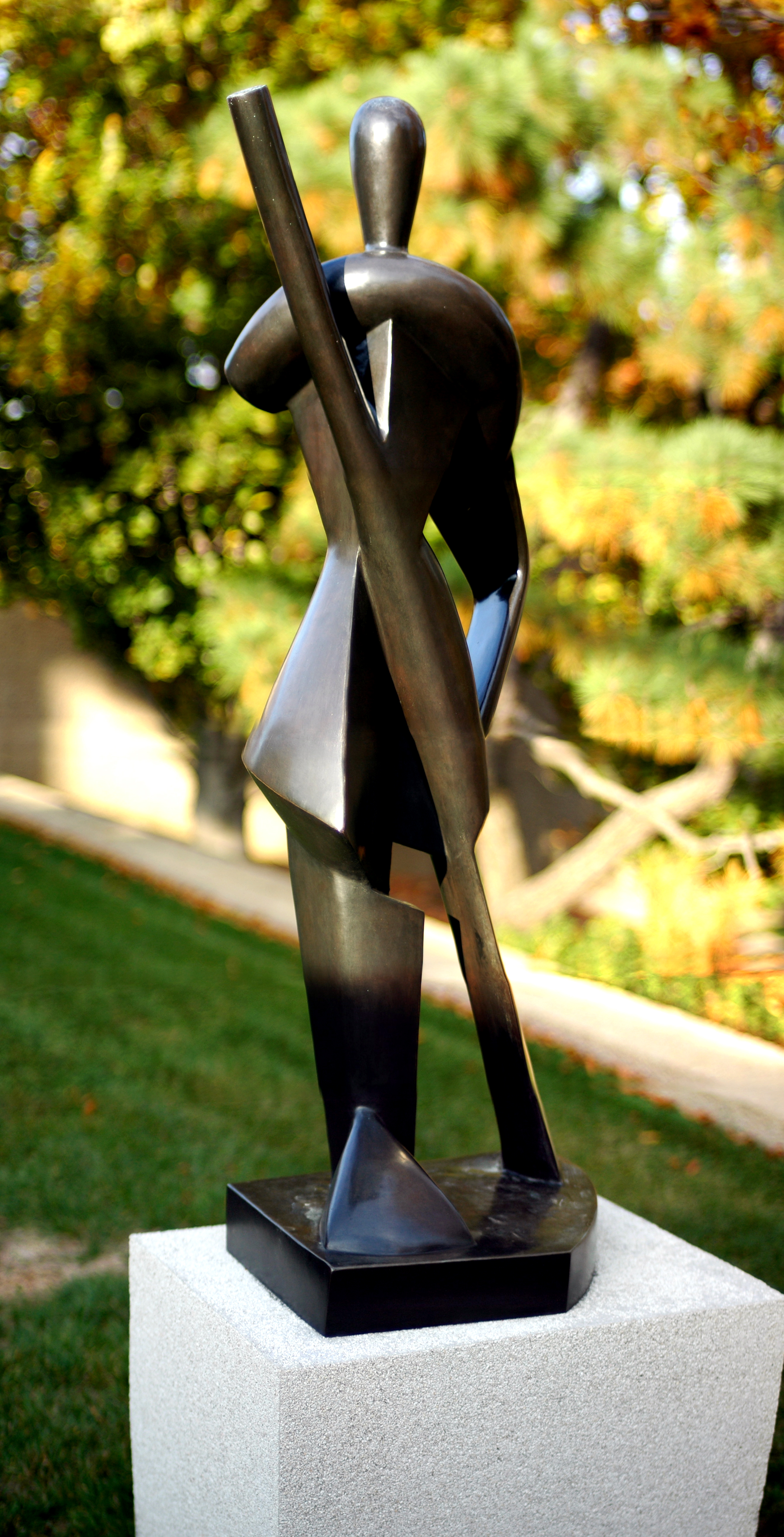
Олександр Архипенко, Гондольєр, Метрополітен-музей
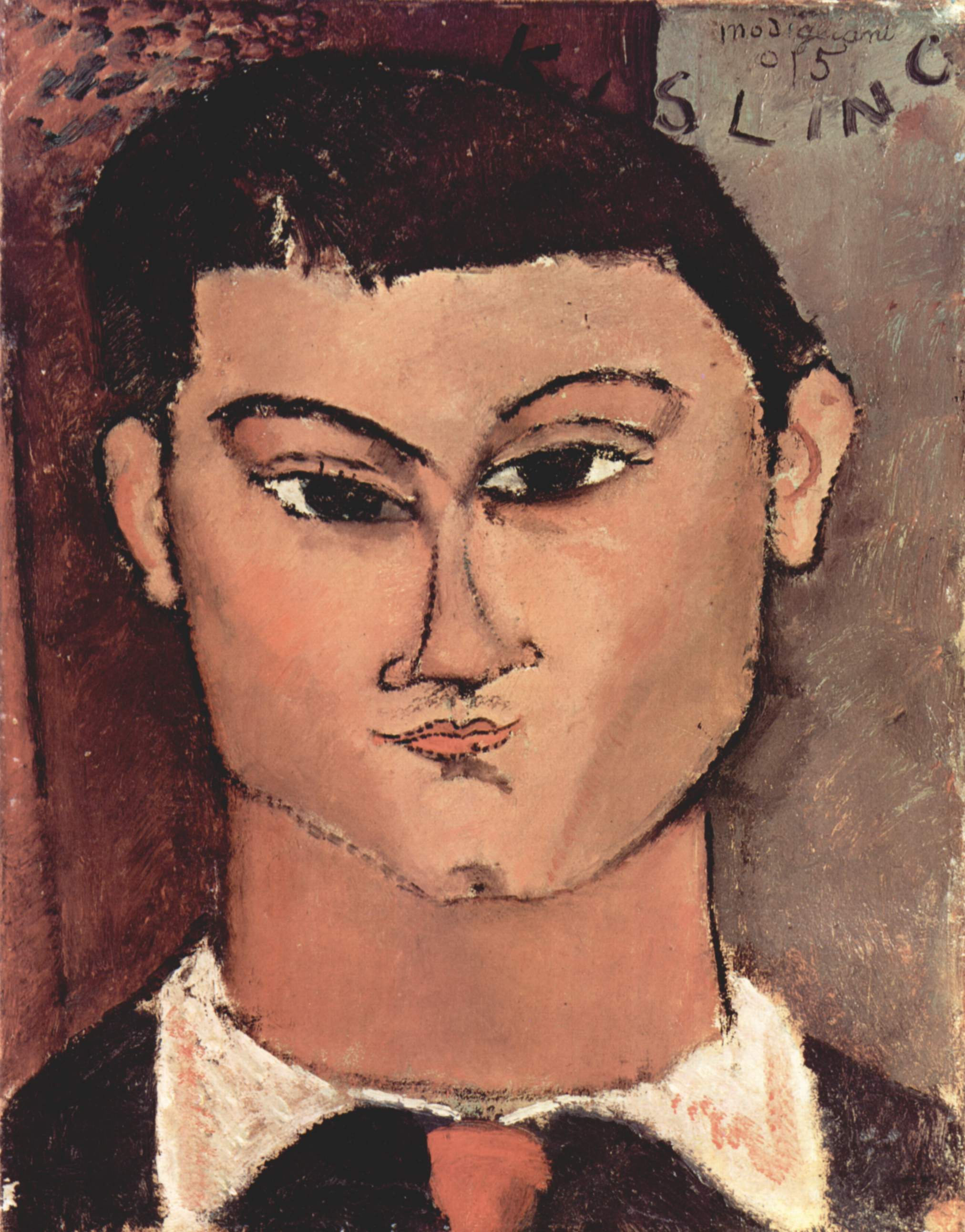
Модільяні, Портрет Кіслінга, 1916
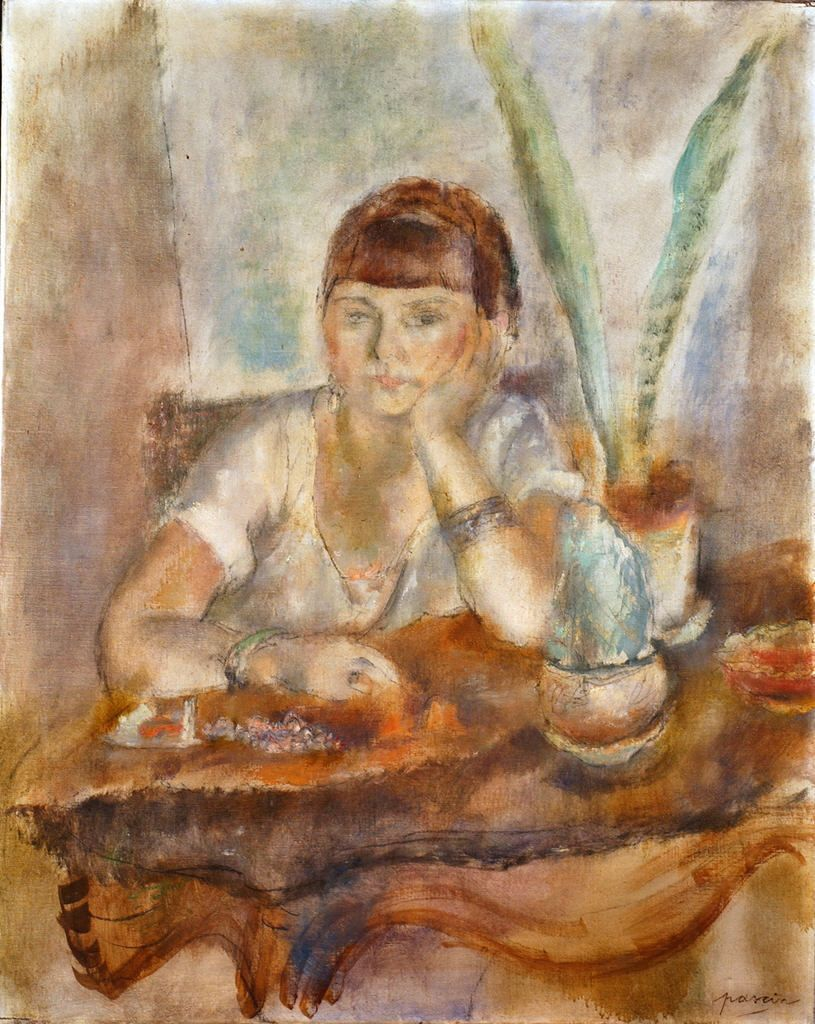
Жюль Паскін, портрет Мімі Лоран, 1927 р.
Модільяні, «Леопольд Сюрваж», 1918
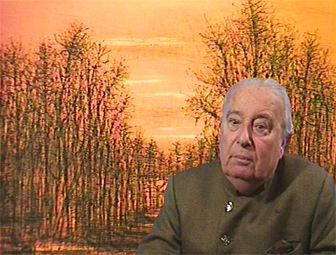
Фото Жана Карзу